# Comobabi (Arizona)
Comobabi es un lugar designado por el censo ubicado en el condado de Pima en el estado estadounidense de Arizona. En el Censo de 2010 tenía una población de 8 habitantes y una densidad poblacional de 2,69 personas por km².

## Geografía
Comobabi se encuentra ubicado en las coordenadas 32°3′14″N 111°48′10″O / 32.05389, -111.80278. Según la Oficina del Censo de los Estados Unidos, Comobabi tiene una superficie total de 2.98 km², de la cual 2.98 km² corresponden a tierra firme y (0%) 0 km² es agua.

## Demografía
Según el censo de 2010, había 8 personas residiendo en Comobabi. La densidad de población era de 2,69 hab./km². De los 8 habitantes, Comobabi estaba compuesto por el 0% blancos, el 0% eran afroamericanos, el 100% eran amerindios, el 0% eran asiáticos, el 0% eran isleños del Pacífico, el 0% eran de otras razas y el 0% pertenecían a dos o más razas. Del total de la población el 0% eran hispanos o latinos de cualquier raza.